# Acer truncatum
Acer truncatum é uma espécie de árvore do gênero Acer, pertencente à família Aceraceae.